# Trésor Mputu Mabi
Trésor Mputu Mabi Kulila (* 10. Dezember 1985 in Kinshasa; auch Trésor Mabi Mputu) ist ein Fußballspieler aus der Demokratischen Republik Kongo.

## Laufbahn

### Verein
Mputu begann mit dem Fußballspielen in seiner Heimatstadt beim Jac Trésor FC, der im Viertel Ndjili ansässig ist. Der Verein galt in den 1990er Jahren als erfolgreiche Talentschmiede und brachte unter anderen René Makondele hervor. Im Jahr 2002 schrieb er sich bei Kin City ein. Mit beiden Vereinen gewann er mehrere Bezirks- und Regionalmeisterschaften. 2004 erfolgte Mputus Wechsel zum Erstligisten TP Mazembe aus Lubumbashi. Bei den Les corbeaux blühte er in den Folgejahren auf und konnte seine Fähigkeiten effektiv verfeinern. Bald schon wurde er zum Mannschaftskapitän ernannt und führte das Team zu 2006, 2007 und 2009 zu drei nationalen Meistertiteln sowie 2008 ins Finale des Coupe du Congo. Auch international entwickelte sich TP Mazembe nach langer Zeit wieder zu einer festen Größe und konnte 2009 mit der CAF Champions League nach 41 Jahren erneut das renommierteste afrikanische Vereinsturnier gewinnen. 2010 folgte der Sieg beim CAF Super Cup. Erstmals in den Fokus der medialen Öffentlichkeit wurde Mputu durch Claude Le Roy gerückt, der den Stürmer als „den nächsten Samuel Eto’o“ bezeichnete. Die spielerische Qualität Mputus weckte ab 2007 Begehrlichkeiten auf Seiten zahlreicher europäischer Vereine. Unter anderem war er bei Celtic Glasgow, den Glasgow Rangers, Arsenal London, den Blackburn Rovers und Standard Lüttich im Gespräch. Im Februar 2010 ließ Mputu verlautbaren, dass er plane, TP Mazembe während der Sommertransferperiode im Juni oder Juli zu verlassen.
Seine Wechselaussichten zerstreuten sich jedoch bald, da ihn die FIFA am 30. August 2010 für zwölf Monate von sämtlichen Wettbewerben suspendierte. Grund für diesen drastischen Schritt waren Vorkommnisse während des Kagame Inter-Club Cups im vorherigen Mai in Ruanda. Im Spiel gegen APR FC wurde TP Mazembe in der 34. Minute vom Schiedsrichter die Anerkennung eines Tores verweigert. Daraufhin stachelte Mannschaftskapitän Mputu seine Mitspieler auf und bedrängte massiv die Offiziellen. Außerdem soll er angeblich den Schiedsrichter gegen den Brustkorb getreten haben. Die Ereignisse führten zur sofortigen Annullierung der Partie sowie zum Ausschluss des TP Mazembe. Sowohl die CAF als auch die FIFA berieten über Sanktionen, welche schließlich Ende August bekannt gegeben wurden. Mputus Teamkollege Guy Basisila Lusadisu erhielt eine elfmonatige Sperre. Auf Grund seiner Suspendierung verpasste Mputu unter anderem ab der Gruppenphase sämtliche Spiele der CAF Champions League 2010, bei der sein Verein den Titel verteidigen konnte, die FIFA-Klub-Weltmeisterschaft 2010, bei der TP Mazembe überraschend den zweiten Platz belegte, den Gewinn des CAF Super Cup 2011 durch seinen Club, den Sieg in der Meisterschaft 2011 sowie die Afrikanische Nationenmeisterschaft 2011. Seine Sperre endete am 11. August 2011 und am 17. August lief er bei einem Ligaspiel gegen TS Malekesa erstmals wieder auf; nach nur 46 Sekunden erzielte er in der Partie den Treffer zum 1:0-Sieg.

### Nationalmannschaft
Seit 2004 tritt Mputu für die Nationalmannschaft der DR Kongo an und nahm unter anderem an der Fußball-Afrikameisterschaft 2006 in Ägypten teil, bei der er im ersten Gruppenspiel gegen Togo die Führung erzielte. In der zweiten Partie gegen Angola wurde er jedoch bereits nach 19 Minuten des Feldes verwiesen und verpasste auf Grund der Sperre die restlichen Spiele seines Teams, das im Viertelfinale ausschied. Mputus größter Erfolg mit der Nationalmannschaft war bislang der Sieg bei der Afrikanischen Nationenmeisterschaft 2009, an deren Ende er auch als wertvollster Spieler des Turniers geehrt wurde.

## Erfolge
Kleingeschrieben jene Erfolge des TP Mazembe, die Mputu auf Grund seiner Sperre verpasste.
Vereinsebene
- CAF Super Cup: 2010, 2011
- CAF Champions League: 2009, 2010
- Meisterschaft der Demokratischen Republik Kongo: 2006, 2007, 2009, 2011, 2012

Nationalmannschaftsebene
- Afrikanische Nationenmeisterschaft: 2009

Persönliche Auszeichnungen
- IFFHS-Welttorjäger: 2007
- Torschützenkönig der CAF Champions League: 2007
- Bester Spieler der Afrikanischen Nationenmeisterschaft: 2009
- Glo-CAF Award for the best African player on the continent: 2009